# 国教忌避

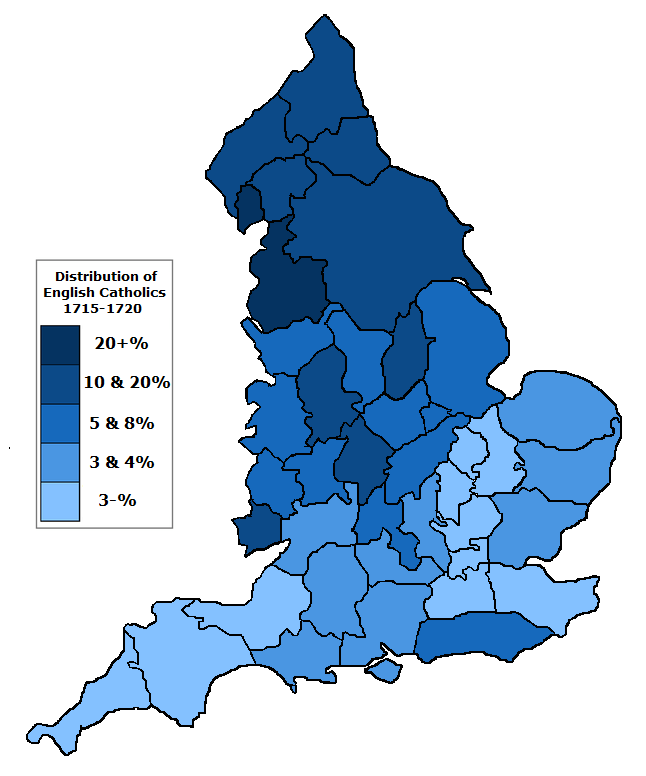
1715年から1720年におけるカトリックの国教忌避者分布図

国教忌避（こっきょうきひ、英: recusancy）は、イングランド国教会の礼拝に対し出席を拒否すること。イングランドおよびウェールズの歴史において用いられる用語であり、拒否を行う人物を国教忌避者（英: recusant）と呼ぶ。recusancyという単語はラテン語のrecusare（拒否または異議を唱えること）に由来し、この言葉が初めて用いられたのは1593年に可決された法令であり、カトリックを信奉し、イングランド国教会の礼拝へ出席しない者を「カトリックの国教忌避者（Popish recusants）」と表した。
国教忌避者に関する法はエリザベス1世の治世下で制定され、礼拝義務などを怠ったものには、罰金、財産の没収、投獄など様々な罰が科された。礼拝への出席義務条項は1650年に撤廃されたが、カトリック教徒の社会的・政治的な自由は1829年のカトリック解放法まで待たねばならなかった。場合によっては、カトリックを信奉することは死刑を意味し、16世紀から17世紀にかけてイングランドとウェールズではカトリックが多数刑死しており、カトリック教会において殉教者として列聖されている。